# Carlo Milanuzzi
Carlo Milanuzzi   (Esanatoglia, 1590 - 1647) fou un compositor italià de l'època barroca. També fou conegut pel cognom de Milanuzzio.
Va passar la major part de la seva vida a Venècia. Tot i ser un frare agustí, va compondre música sacra i secular, i el seu treball és molt interessant especialment per al posterior desenvolupament de la cantata solista. Com Dinko Fabris va escriure: «les col·leccions d' Ariose vaghezze publicades per Milanuzzi a Venècia entre 1622 i 1643 eren una veritable mina d'àries i proto-cantates que tenien nombroses afinitats amb Falconieri; a les col·leccions s'inclouen moltes danses, i una quantitat d'aquestes són per a la guitarra espanyola.
Ingressà en l'ordre de Sant Agustí i fou nomenat organista de l'església de "Santa Eufremia" de Verona, però abans havia desenvolupat el mateix càrrec a "Santa Nataglia" (Estat de Venècia).
Entre les seves nombroses composicions hi figuren:
- Messe concertate a quattro voci (Venècia, 1618);
- Litanie della Madonna (Venècia, 1620);
- Sacracetra, concerti...con l'aggiunta di sei Motetti commodi per il baso solo (Venècia, 1625);
- Ariose vaghezze a voce-sola (Venècia, 1625);
- Salmi e vesperi intieri a 2 e 3 voci con il basso per l'organo (Venècia, 1628);
- Messe atre concertate (Venècia, 1629);
- Compieta concertata con le antifonie e litanie, Balletti, saltarelli, e correntine allà francese; Concerti sacri di salmi (Venècia, 1636), i Hortus sacer deliciarum, seu motetti, litania et missa 1, 2 e 3 vocum (Venècia, 1636).